# ويليام تريسي
ويليام تريسي (بالإنجليزية: William Tracy) هو ممثل أمريكي، ولد في 1 ديسمبر 1917 ببيتسبرغ في الولايات المتحدة، وتوفي في 18 يوليو 1967 في الولايات المتحدة.

## أعمال

### أفلام
- (1940) بداية العزف

## وصلات خارجية
- ويليام تريسي على موقع IMDb (الإنجليزية)
- ويليام تريسي على موقع ألو سيني (الفرنسية)
- ويليام تريسي على موقع أول موفي (الإنجليزية)
- ويليام تريسي على موقع قاعدة بيانات برودواي على الإنترنت (الإنجليزية)
- ويليام تريسي على موقع قاعدة بيانات الأفلام السويدية (السويدية)
- ويليام تريسي على موقع إن إن دي بي (الإنجليزية)
- ويليام تريسي على موقع قاعدة بيانات الفيلم (الإنجليزية)
- ويليام تريسي على موقع كينوبويسك (الروسية)